# The Texas Chainsaw Massacre (película de 2003)
The Texas Chainsaw Massacre (titulada: La matanza de Texas en España y La masacre de Texas en Hispanoamérica) es una película de terror de 2003, basada en The Texas Chain Saw Massacre del año 1974, perteneciente a la franquicia del mismo nombre. Fue dirigida por Marcus Nispel, producida por Michael Bay y protagonizada por Jessica Biel, Jonathan Tucker, Erica Leerhsen, Mike Vogel, Eric Balfour, Andrew Bryniarski, R. Lee Ermey y David Dorfman. Se estrenó el 17 de octubre de 2003 en Estados Unidos.

## Trama
Es 1973 y un grupo de jóvenes se dirige a un concierto de Lynyrd Skynyrd en Dallas por las carreteras de Texas. En el camino encuentran a una joven que camina a un costado de la carretera y la recogen. En el vehículo la joven se dispara con un revólver, muriendo al instante. El grupo contacta con el sheriff para informarle del caso, pero tarda algunas horas en llegar hacia donde estaban ellos. Dos de los jóvenes encuentran una casa donde vivía una familia que apoyaba el extraño comportamiento de uno de los hijos, quien torturaba, mutilaba y usaba la piel de sus víctimas como máscara. Uno a uno van cayendo por los miembros de esta familia, hasta que queda sólo una sobreviviente, Erin Hardesty, que hiere al asesino apodado Leatherface, toma a un bebé raptado por la familia, mata al Sheriff y escapa del pueblo.
Al final, después que Erin escapa, se muestra un video en las noticias en donde dos policías revisan la casa de los Hewitt pero son atacados y asesinados por Leatherface. Mientras se muestran unas imágenes de Leatherface, un narrador dice que son las únicas imágenes del asesino, y agrega que el caso de Leatherface sigue pendiente.

## Reparto
- Jessica Biel como Erin Hardesty.
- Jonathan Tucker como Morgan.
- Erica Leerhsen como Pepper Harrington.
- Mike Vogel como Andy.
- Eric Balfour como Kemper.
- R. Lee Ermey como Sheriff Charlie Hoyt.
- Andrew Bryniarski como Thomas Hewitt / Leatherface.
- David Dorfman como Jedidiah Hewitt.
- Lauren German como Autoestopista.
- Marietta Marich como Luda May Hewitt.
- Terrence Evans como Old Monty Hewitt.
- Heather Kafka como Henrietta.

## Estreno
La película se estrenó el 17 de octubre de 2003 en Estados Unidos, logrando recaudar un total de 107 millones de dólares en todo el mundo.

## Recepción
La cinta recibió una respuesta de mixta a negativa por parte de la crítica cinematográfica, obteniendo un 36% de comentarios «frescos» en el sitio web Rotten Tomatoes y una puntuación de 38/100 en Metacritic. Dave Kehr del periódico The New York Times escribió: «Es una larga marcha hasta el matadero que parece no llegar nunca a ponerse en movimiento y, una vez que lo hace, no va a ninguna parte que no haya sido visitada antes por cineastas más talentosos». Roger Ebert la incluyó en su libro Las peores películas de la historia, donde sostuvo que la cinta «recicla las mismas herramientas agotadas de las películas de suspense que ya han dejado la sustancia en incontables filmes anteriores de mejor calidad».

## Precuela
El 6 de octubre de 2006 se estrenó The Texas Chainsaw Massacre: The Beginning, una precuela de la película de 2003. La cinta está ambientada algunos años antes y narra el origen de Leatherface.